# Manuel Guimarães
Manuel Fernandes Pinheiro Guimarães (* 19. August 1915 in Valmaior, Albergaria-a-Velha; † 29. Januar 1975 in Lissabon) war ein portugiesischer Filmregisseur.

## Leben und Werk
Er studierte ab 1931 Malerei an der Hochschule für Schöne Künste in Porto. Zwischen 1933 und 1945 stellte er mehrmals aus, arbeitete aber auch als Bühnenmaler, Illustrator und Karikaturist.
1942 kam er erstmals mit dem Kino in Berührung und war Regieassistent bei Aniki Bóbó von Manoel de Oliveira. Im Jahr darauf zog er nach Lissabon und verschrieb sich ganz dem Film.
Er arbeitete bei einigen der größten Kinoerfolge der Zeit als Regieassistent, u. a. für Arthur Duarte, António Lopes Ribeiro und Jorge Brum do Canto. Erst 1949 konnte er seinen ersten eigenen Film abschließen, den Kurzfilm O Desterrado („Der Verbannte“) über Leben und Werk des Bildhauers António Soares dos Reis (1847–1889), mit seinem Vater als Darsteller.
1951 folgte mit Saltimbancos („Die Gaukler“) sein erster Spielfilm, basierend auf dem Buch Circo („Zirkus“) des portugiesischen neorealistischen Autors Leão Penedo, mit Maria Olguim und der gebürtigen Berlinerin Helga Liné in den weiblichen Hauptrollen. Die Ästhetik und die neorealistische Filmsprache, insbesondere im Vergleich zu den populären Komödien der Zeit (siehe Portugiesischer Film), überzeugten Teile der Kritik.
Sein nächster Film wurde Nazaré, 1952 mit Virgílio Teixeira und Helga Liné in den Hauptrollen und mit Drehbuch des von Saltimbancos begeisterten neorealistischen Autors Alves Redol. Doch der Schnitt des Films hatte sehr stark unter der Zensur des Estado Novo zu leiden. Unter noch viel größeren Schwierigkeiten mit der Zensur führte Guimarães danach den düster-melancholischen Vidas sem Rumo zu Ende (1956 veröffentlicht), mit der populären Milú als zugkräftige Hauptdarstellerin in seinem letzten Film seiner neorealistischen Trilogie. Fortan versuchte er, durch konventionellere Filme Publikum und Einnahmen zu gewinnen, die ihm dann anspruchsvollere Werke ermöglichen sollten. Doch der Farbfilm A Costureirinha da Sé (1958) mit der populären blonden Sängerin Maria de Fátima Bravo und der Kamera von Perdigão Queiroga wurde nicht zum erhofften Kassenschlager, zu sehr hatte sich das breite Publikum bereits vom Kino abgewandt und zu wenig konnte die Kritik an dem Film finden.
Der seinem Werk zugetane António da Cunha Telles ermöglichte ihm als Produzent 1964 trotzdem seine bisher aufwändigste Produktion, O Crime da Aldeia Velha, nach einem Stück des Dramaturgen Bernardo Santareno (1920–1980) und mit der Französin Barbara Laage in der Hauptrolle. Der recht ambitionierte Film blieb jedoch hinter seinen Möglichkeiten, auch auf Grund der gewohnten Einsprüche der Zensur. Er fand nicht zum aufkommenden Novo Cinema.
Mit O Trigo e o Joio („Weizen und Spreu“, 1965), nach einem Buch von Fernando Namora und mit Eunice Muñoz, verlor er dann ganz den Anschluss an den Zeitgeist mit einem bemüht neorealistischen Film. In den folgenden Jahren drehte er Dokumentationen und versuchte sich 1972 mit einer Komödie, deren Titel sich jedoch nicht bewahrheitete (Lotação Esgotada, „Ausverkaufte Vorstellung“).
Nach dem Ende der Diktatur in Portugal 1974 fasste er neuen Mut und ging nochmal für einen ambitionierten Film ans Werk, der Verfilmung des Buches Cântico Final von Vergílio Ferreira. Doch er starb vor dem endgültigen Schnitt, den sein Sohn Dórdio Guimarães vornahm. Seine Schlussfassung von Cântico Final („Schlusshymne“) hatte 1976 Premiere und sprach den Geschmack des Publikums nach der Nelkenrevolution nicht an.

## Rezeption
Manuel Guimarães galt den portugiesischen Cineasten anfangs als Hoffnung eines Neorealismus in Portugal, und auch die Literaten hegten große Hoffnung und unterstützten ihn. Die unnachgiebige Filmzensur der Salazar-Diktatur verhinderte diese erhoffte Entwicklung jedoch. Zusammen mit Perdigão Queiroga galt er seither als Regisseur der verlorenen Jahre des Portugiesischen Films, welcher in den 1950ern seinen Niedergang antrat und erst mit dem Novo Cinema in den 1960er Jahren eine neue künstlerische Relevanz erhielt.
Erst lange nach seinem Tod begann die Filmkritik, Guimarães’ Bemühungen und sein Werk im retrospektiven Licht der damaligen Umstände neu zu bewerten und brachte ihm seither zumindest für seine Ansätze und seine nicht nachlassenden Anstrengungen einige Anerkennung.
Die Filmhistorikerin und Dokumentarfilmerin Leonor Areal befasste sich 2011 eingehend mit Manuel Guimarães, ihre Arbeit erschien unter dem Titel Manuel Guimarães, sonhador indómito (portugiesisch für: „Manuel Guimarães, ungebändigter Träumer“). Sie befasst sich darin mit Leben und Werk Manuel Guimarães’ und seiner Beziehung zur Zensur der Diktatur, die ihn stark beschnitt und seine Entwicklung entscheidend behinderte. 2017 erschien zu gleichen Thema ihr Dokumentarfilm Nasci com a Trovoada: Autobiografia póstuma de um cineasta (portugiesisch für: „Ich wurde mit dem Gewitter geboren: posthume Autobiografie eines Regisseurs“).

## Filmografie
| - 1949: O Desterrado – Vida e Obra de Soares dos Reis - 1951: Saltimbancos (Verfilmung des Romans Circo von Leão Penedo) - 1952: Nazaré - 1956: Vidas sem Rumo - 1956: As Corridas Internacionais do Porto - 1956: O Porto é Campeão - 1958: A Costureirinha da Sé - 1961: Porto, Capital do Trabalho - 1961: Barcelos - 1961: Vinhos Bisseculares - 1964: O Crime da Aldeia Velha - 1965: O Trigo e o Joio | - 1966: Drei Kunst-Dokumentarfilme für das staatliche Fernsehen RTP - 1967: Tapetes de Viana do Castelo - 1967: O Ensino das Belas Artes - 1968: Tráfego e Estiva (Erster portugiesischer 70-mm-Film) - 1969: Fernando Namora - 1969: António Duarte - 1969: Resende - 1969: Viagem do TER / Expressos Lisboa-Madrid - 1971: Carta a Mestre Dórdio Gomes - 1972: Lotação Esgotada - 1973: Areia Mar – Mar Areia - 1974/1975: Cântico Final |